# Kostel svatého Petra a Pavla (Trnava)
Kostel svatého Petra a Pavla je farní kostel římskokatolické farnosti Trnava u Třebíče. Kostel se nachází v Trnavě uprostřed hřbitova a naproti kulturnímu domu. Kostel má jeden oltář, železná okna a 30 metrů vysokou věž.

## Historie
Kostel začal být stavěn kolem roku 1620, kdy katolický kněz je jako nekatolíky přestal oddávat kněz farnosti v Rudíkově. Posléze stavbu kostela převzali čeští bratři, po dostavění byl kostel zasvěcen Nejsvětější trojici. V době třicetileté války došlo ke zboření kostela a v roce 1665 začala stavba nového chrámu, ten byl pak již zasvěcen svatým Petrovi a Pavlovi. Lokálka v Trnavě pak byla zavedena až v roce 1785, kdy na farnost byla povýšena až v roce 1859. V roce 1896 byl postaven hlavní oltář se třemi obrazy, hlavní obraz je s tematikou Petra a Pavla, původně byl namalován již v roce 1803 a v roce 1828 byl přemalován. Dalšími obrazy jsou obraz sv. Vendelína a sv. Isidora. V roce 1890 varhanář z Třebíče postavil v kostele varhany, kdy ty v roce 1916 byly zničeny a jejich píšťaly z cínu byly vojenskou správou zabaveny – varhany pak byly rekonstruovány v roce 1955.
V roce 1942 byly dva zvony z věže sebrány na válečné účely, zůstaly jen další dva menší z let 1927 a 1609. V roce 1970 pak byl pořízen další zvon. Poslední rekonstrukce kostela proběhla až v roce 1998.

## Galerie

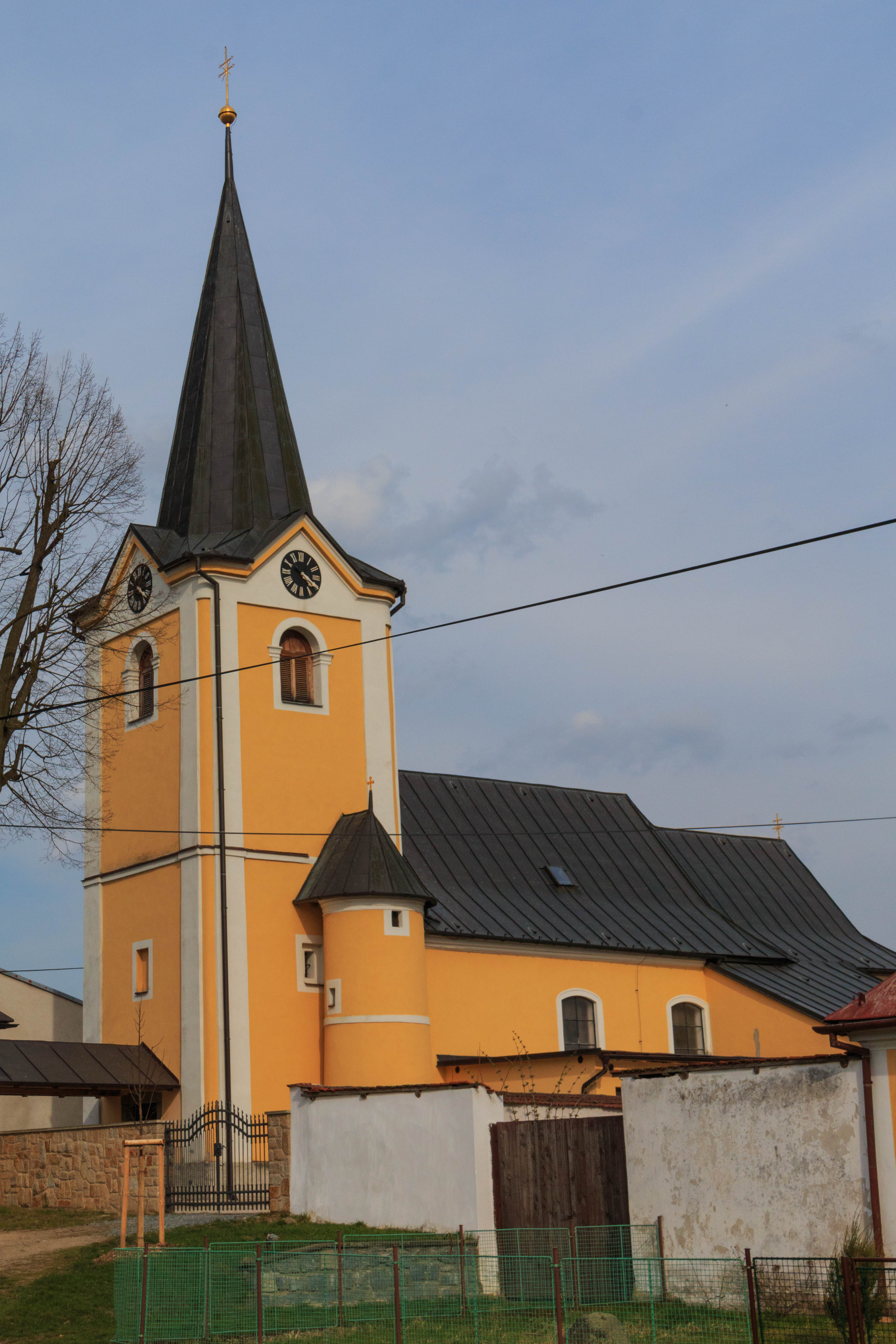
Pohled na kostel
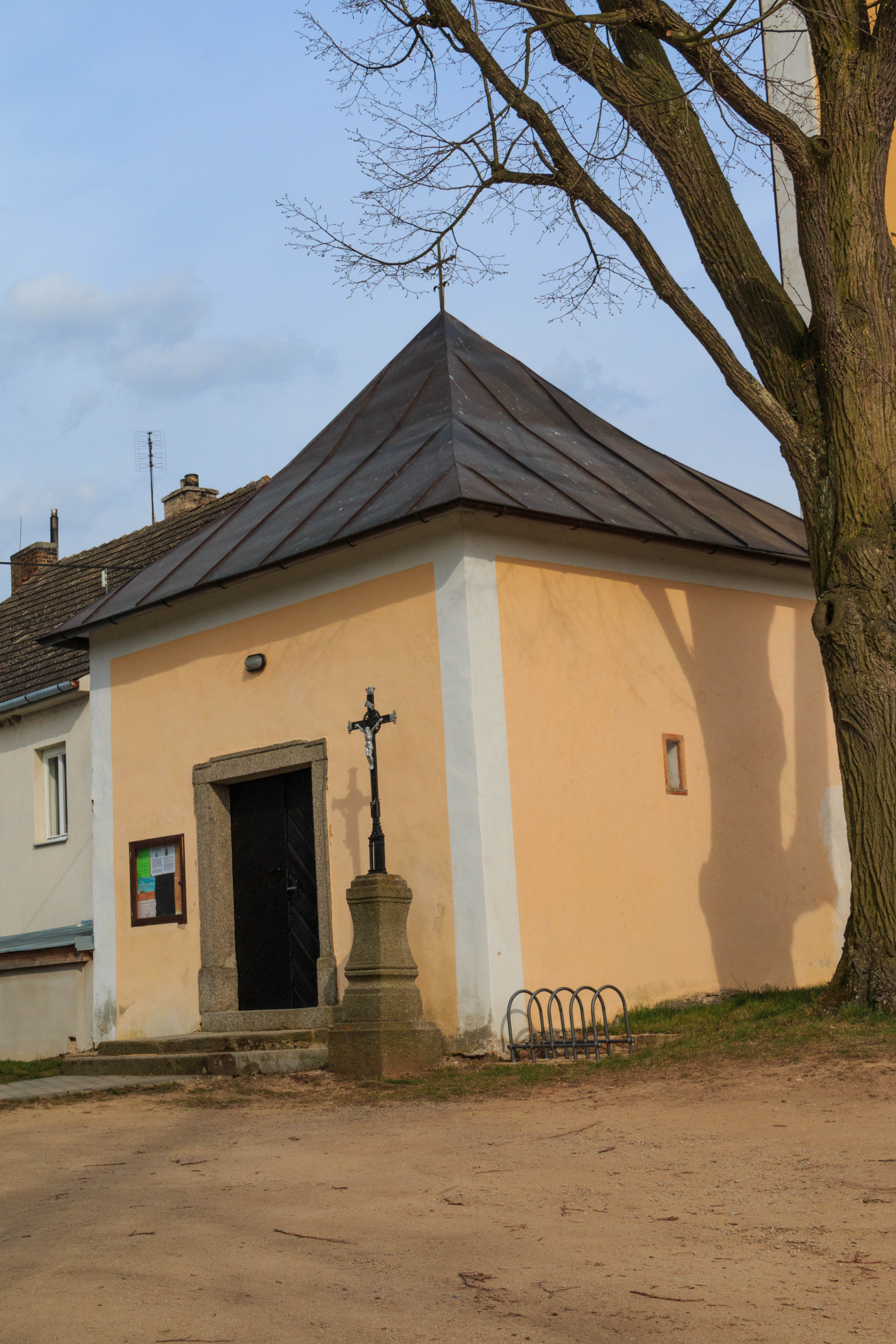
Kříž před kostelem
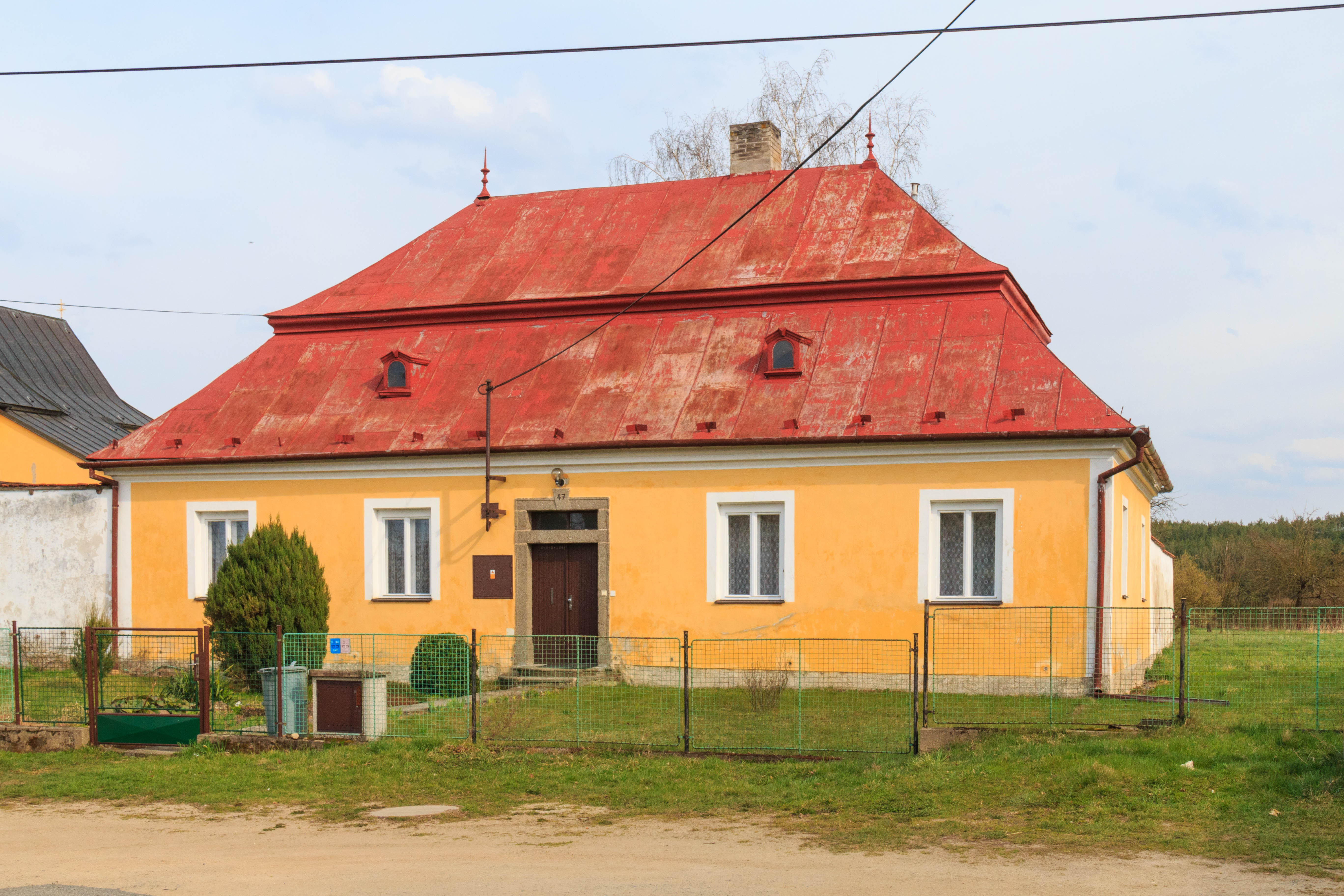
Fara